# قنفذي الخضراوات
قنفذي الخضراوات أو قرقفان الخضراوات نوع نباتي ينتمي إلى جنس القنفذي من الفصيلة النجمية.

## الموئل والانتشار
ينتشر هذا النوع في المغرب العربي وإسبانيا والبرتغال.